# Petru Iosub

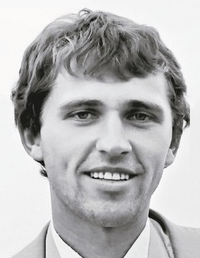
Petru Iosub in den 1980er-Jahren

Petru Iosub (* 16. Juni 1961 in Fălticeni) ist ein ehemaliger rumänischer Ruderer und Olympiasieger.
Einen Monat nach seinem 19. Geburtstag nahm Iosub an den Olympischen Spielen 1980 in Moskau teil und belegte im Vierer ohne Steuermann den fünften Platz. Zwei Jahre danach waren bei den Weltmeisterschaften 1982 mit Iosub und Daniel Voiculescu noch zwei Ruderer aus dem Olympiaboot von 1980 dabei, dazu kamen Valer Toma und Constantin Airoaie. Den Weltmeistertitel gewannen die Schweizer vor dem sowjetischen Vierer und den Rumänen. In der gleichen Besetzung gewannen die Rumänen bei den Weltmeisterschaften 1983 das B-Finale und belegten in der Gesamtwertung den siebten Platz.
Für die Olympischen Spiele 1984 wechselten Iosub und Toma in den Zweier ohne Steuermann. In dieser Bootsklasse wirkte sich der Olympiaboykott der Ostblockstaaten nicht so deutlich aus, denn die Weltmeister von 1982 und Bronzemedaillengewinner 1983 aus Norwegen Hans Magnus Grepperud und Sverre Løken und die Weltmeisterschaftsdritten von 1982 aus den Niederlanden waren am Start. Iosub und Toma wurden im zweiten Vorlauf Zweite hinter den Norwegern; im Halbfinale gewannen die Norweger und die Rumänen ihr Rennen, während die Niederländer sich nicht für das A-Finale qualifizieren konnten. Das Finale entwickelte sich dann zu einem Dreikampf von Norwegern, Rumänen und dem spanischen Zweier. Letztlich gewannen die Rumänen mit drei Sekunden Vorsprung auf die Spanier, weitere drei Sekunden dahinter erreichten die Norweger als Dritte das Ziel.
Der 1,91 m große Petru Iosub und der 1,87 m große Valer Toma wurden bei den Weltmeisterschaften 1985 Zehnte und 1986 Achte. Danach endete die internationale Laufbahn der beiden Olympiasieger.